# プタキロサイド

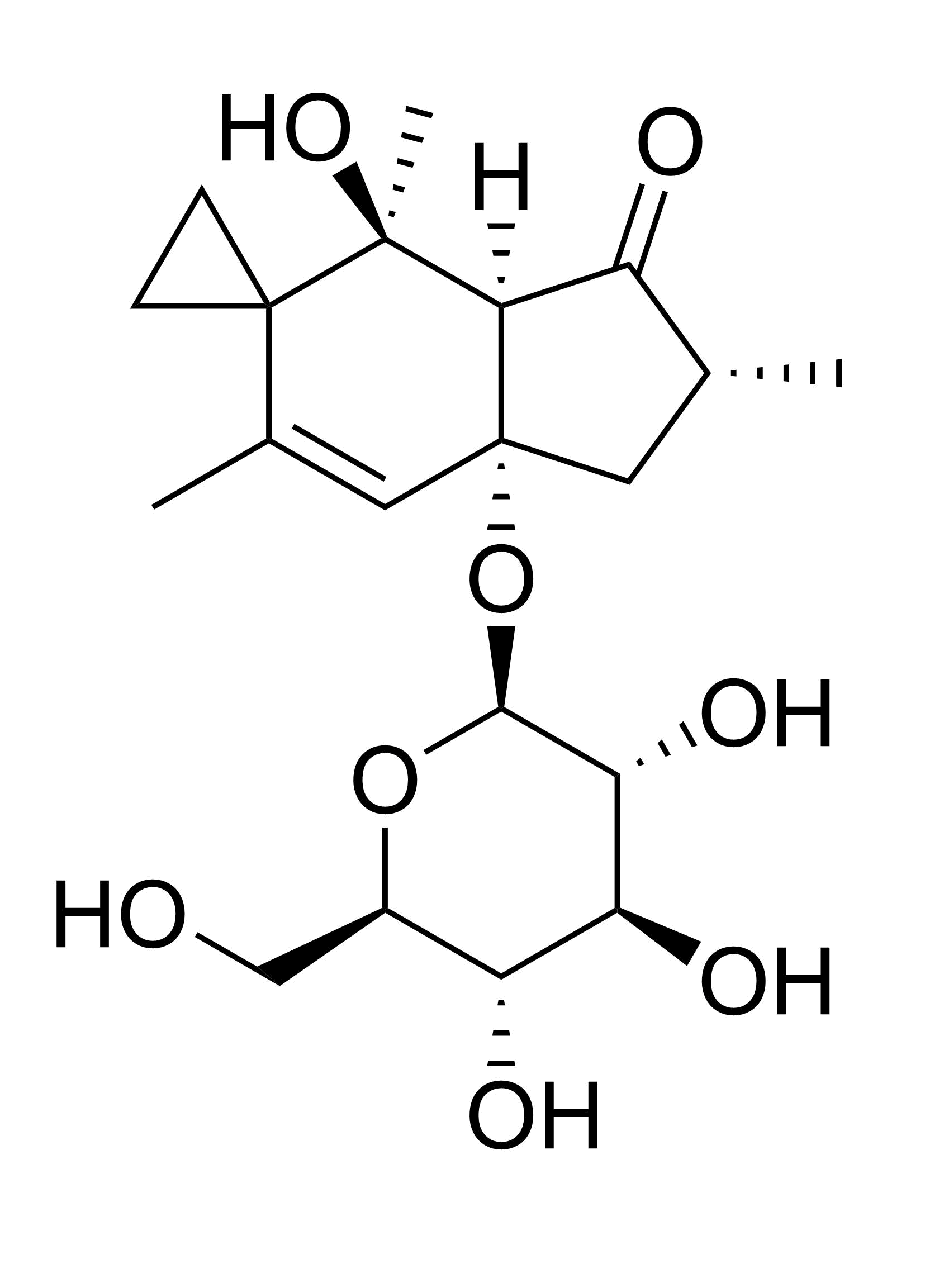
プタキロサイドの構造

プタキロサイド (ptaquiloside) とはワラビに含まれている発癌性物質で、ノルセスキテルペン、配糖体の一種。IARC発がん性リスク一覧のグループ3に分類される。1983年に名古屋大学の山田静之らによって単離された。
シクロプロパン骨格を含むのが特徴。
家畜がワラビを大量に食べて中毒死したのがきっかけで発見された。ヒトが食べる際には、灰汁抜きの際にプタキロサイドはほとんど流出するため、少量なら問題はない。
発癌のメカニズムは、プタキロサイドが加水分解により真性発癌物質であるジエノン体となり、シクロプロパン環が開裂してカチオンが生成し、核酸塩基に結合してDNA鎖を切断する（特にAAAT部が損傷しやすい）ことによる。

## 単離
1. 乾燥粉末を熱水抽出する。
2. 抽出液をAmberlite XAD-2 樹脂に吸着させ、メタノールで溶離する。
3. メタノール溶出部を1-ブタノール（水飽和）に溶解し、水（1-ブタノール飽和）にて抽出する。
4. 水層の抽出物の水溶液を1-ブタノール（水飽和）で抽出し、1-ブタノール溶液を得る。
5. 1-ブタノール溶液を、樹脂TOYOPEARL HW-40で処理。
6. 残った水部分に、プタキロサイドを得る。